# WorldNet (Fernsehen)
WorldNet ist das 1983 gegründete amerikanische Auslandsfernsehen.  Verantwortlich dafür ist das International Broadcasting Bureau (IBB), eine unabhängige Regierungseinrichtung. Es ist die Nachfolgeeinrichtung der U.S. Information Agency (USIA). 2004 wurde WorldNet mit Voice of America fusion, um Kosten einzusparen.
Das Programm besteht aus einem Mix von Eigenproduktionen und Übernahmen anderer Programme.
Die Eigenproduktionen bestehen in erster Linie aus Nachrichten (in verschiedenen Sprachen), der internationalen Talkshow On The Line, dem Magazin Window on America (in verschiedenen Sprachen), Programmen über die Entwicklung in bestimmten Regionen (zum Beispiel Africa Journal) sowie dem Special English Report, welcher aus jeweils vier einfachen Texten mit einem geringen Grundwortschatz (ca. 1.500 Wörter) besteht, sehr langsam vorgelesen und dem Zuschauer eine Art Teleprompter geboten wird.
Zu den Programmübernahmen gehören
- die öffentlich-rechtlichen Hauptnachrichten News Hour with Jim Lehrer (PBS)
- Übernahmen von Bloomberg Television U.S.
- Übernahmen von C-SPAN (vor allem am Wochenende)
- die morgendliche (nach US-Zeit) Wirtschaftssendung First Business
- der Nightly Business Report (PBS)
- Money Talks (Business Week TV)
- der Sprachkurs Connect with English (Annenberg Media)
- der Sprachkurs Crossroads Café
- der Geschichtskurs Biography of America (Annenberg Media)
- die politische Talkshow McLaughlin Group
- die politische Talkshow Think Tank (PBS)
- To the Contrary (PBS), eine politische Talkshow mit ausschließlich weiblichen Gästen

Hinzu kommen eine Reihe weitere Sendereihen, die vornehmlich für PBS und das Bildungsfernsehen produziert werden.
Es gibt verschiedene Regionalversionen. Der ProSieben-Vorläufer Eureka TV übernahm Teile des Programms. Durch ein Timesharing mit TV5 auf HotBird gab es bis Anfang der 1990er Jahre eine Kabeleinspeisung in Deutschland. In letzter Zeit firmieren die Eigenproduktionen unter dem Label VoA News.
Das Programm wird für Europa, Afrika und den Nahen und Mittleren auf Eutelsat Hotbird 13° Ost verbreitet.